# Forushande
Forushande (en persa:فروشنده, en anglès: The salesman) és una pel·lícula franco-iraniana de 2016 escrita i dirigida per Asghar Farhadi. Fou estrenada al Festival de Cinema de Canes, on va obtenir dos premis, un per Shahab Hosseini, proclamat millor actor, i l'altre per Asghar Farhadi pel millor guió.
La pel·lícula també fou present a la 89a edició dels premis Oscar i premiada en la categoria de millor pel·lícula de parla no anglesa.

## Argument
La pel·lícula narra la història d'una jove parella, Emad (Shahab Hosseini) i Rana (Taraneh Alidoosti), que interpreten els papers principals d'una versió local de la popular obra de teatre La mort d'un viatjant d'Arthur Miller. La seva relació personal pren un inesperat gir quan es muden a una casa que prèviament havia estat habitada per una dona dedicada a la prostitució.
L'Emad és un professor de literatura que te molt bona relació amb els seus alumnes. A més a més, tot fa pensar que la parella té una vida plàcida fins que una nit, l'edifici on viuen està a punt de caure a causa d'unes obres que fan al solar del costat. Han de sortir corrent de la casa, amb molt poques pertinences i refugiar-se al pis d'uns amics fins que un altre amic comú i company de la companyia de teatre amateur on actuen, els troba un apartament que sembla la solució als seus problemes.
S'instal·len al nou edifici però la inquilina anterior ha deixat una habitació plena amb les seves pertinences perquè sembla que no troba un pis adequat on traslladar-se i aquest fet molesta una mica a la parella que ja voldria disposar de tot l'espai.
Una nit, mentre la Rana espera l'Emad per sopar, truquen a la porta i ella l'obre, suposant que és el seu marit, però no és així. Un estrany entra al pis, mentre ella es dutxa, i l'agredeix. Quan l'Emad arriba a casa es troba amb les conseqüències de l'agressió i gràcies als veïns, la Rana ja és a l'hospital per tal que li curin les lesions que ha patit.
Al tornar a casa la dona es troba en una situació posttraumàtica i no es pot quedar sola al pis. L'Emad pateix per la seva dona i no sap com tractar-la fins que en un moment donat li demana què pensa fer i si vol denunciar el cas a la policia o no. La Rana tanmateix diu que és millor oblidar l'incident sempre que ell es comprometi a buscar un pis nou on puguin anar a viure i tornar a començar.
Passen el dies i l'Emad s'obsessiona amb el fet que l'agressor de la Rana campa lliure i que fins i tot pot tornar al pis. Troba les claus d'un cotxe, un telèfon mòbil i diners a damunt d'una taula que forçosament han de ser de l'agressor i llavors comença a buscar pel barri fins que un dia pot obrir una furgoneta que hi ha aparcada a prop de casa seva. Ja ha trobat la manera d'aconseguir trobar l'agressor i finalment, un dia, la furgoneta està aparcada davant d'una pastisseria. Sospita del noi que la condueix i la para una trampa tot encarregant-li un petit treball de transport a domicili.
Convoca el suposat agressor a la seva antiga casa, que ara és un edifici completament abandonat, amb la intenció d'interrogar-lo i que acabi confessant el seu crim però la sorpresa és quan en lloc del jove, arriba un home d'edat avançada que diu ser el futur sogre del jove.
L'Emad comença a sospitar de l'home i finalment aconsegueix que confessi l'incident, tot i que des del seu punt de vista, l'entrada a la casa es va produir per error i l'agressió no va ser tal però l'Emad perd els estreps i el tanca a les fosques dins d'una habitació tot i que l'home li suplica que no ho faci perquè és claustrofòbic i a més pateix del cor.
És hora de la representació i l'Emad marxa cap al teatre. En acabar la sessió torna a la casa amb la Rana per tal que ella reconegui el seu agressor però ella només veu un home vell i atemorit i se n'apiada, cosa que no entén l'Emad que cada cop té més ganes de venjança. Ha trucat a la família de l'home: esposa, filla i gendre, per tal que vinguin a la casa i l'agressor confessi davant de tots. La Rana però pensa que es massa humiliació i el fet que l'home pateixi un atac de cor li fa pensar que ja en hi ha prou. Fins al punt que amenaça l'Emad i li diu que l'abandonarà si segueix amb el seu pla. Sembla que el marit comença a ser un desconegut per la seva dona i la seva set de venjança fa que la Rana vegi l'Emad com un desconegut que no li agrada gens.
Quan arriba la família de l'agressor només saben que l'home ha patit un atac de cor i l'Emad sap que no pot revelar el què ha passat perquè si no la Rana l'abandonarà.
L'incident no ha fet altra cosa que obrir una profunda escletxa a la parella, quasi tan gran com la que hi ha a la casa que han hagut d'abandonar.

### Palmarès
| Llista de premis i nominacions | Llista de premis i nominacions                       | Llista de premis i nominacions        | Llista de premis i nominacions | Llista de premis i nominacions | Llista de premis i nominacions |
| Any                            | Premi                                                | Categoria                             | Receptor/s                     | Resultat                       | Refs.                          |
| ------------------------------ | ---------------------------------------------------- | ------------------------------------- | ------------------------------ | ------------------------------ | ------------------------------ |
| 2016                           | Festival de Cinema de Canes                          | Premi al millor guió                  | Asghar Farhadi                 | Guanyador                      | [ 1 ]                          |
| 2016                           | Festival de Cinema de Canes                          | Millor interpretació masculina        | Shahab Hosseini                | Guanyador                      | [ 1 ]                          |
| 2016                           | Festival Internacional de Cinema de Chicago          | Premi especial del Jurat Silver Hugo  | Asghar Farhadi                 | Guanyador                      | [ 7 ]                          |
| 2016                           | Critics' Choice Awards                               | Millor pel·lícula estrangera          | The Salesman                   | Nominat                        | [ 8 ]                          |
| 2016                           | Dallas–Fort Worth Film Critics Association           | Millor pel·lícula estrangera          | The Salesman                   | 5è lloc                        | [ 9 ]                          |
| 2016                           | Florida Film Critics Circle Awards                   | Millor pel·lícula estrangera          | The Salesman                   | Nominat                        | [ 10 ]                         |
| 2016                           | Mumbai Film Festival                                 | Premi del Públic                      | The Salesman                   | Guanyador                      | [ 11 ]                         |
| 2016                           | Festival de Cinema de Múnic                          | Millor pel·lícula internacional       | The Salesman                   | Guanyador                      | [ 12 ]                         |
| 2016                           | National Board of Review Awards                      | Millor pel·lícula estrangera          | The Salesman                   | Guanyador                      | [ 13 ]                         |
| 2016                           | San Francisco Film Critics Circle Awards             | Millor pel·lícula estrangera          | The Salesman                   | Nominat                        | [ 14 ] [ 15 ]                  |
| 2016                           | Setmana Internacional de Cinema de Valladolid        | Millor pel·lícula                     | The Salesman                   | Guanyador                      | [ 16 ]                         |
| 2016                           | Vancouver International Film Festival                | Millor pel·lícula internacional       | Asghar Farhadi                 | Runner-up                      | [ 17 ]                         |
| 2016                           | Washington D.C. Area Film Critics Association Awards | Millor pel·lícula estrangera          | The Salesman                   | Nominat                        | [ 18 ]                         |
| 2017                           | 89a edició dels Premis Oscar                         | Millor pel·lícula de parla no anglesa | Asghar Farhadi                 | Guanyador                      | [ 2 ] [ 3 ] [ 19 ]             |
| 2017                           | Denver Film Critics Society                          | Millor pel·lícula estrangera          | The Salesman                   | Nominat                        | [ 20 ]                         |
| 2017                           | 74a edició dels Premis Globus d'Or                   | Millor pel·lícula de parla no anglesa | The Salesman                   | Nominat                        | [ 21 ]                         |
| 2017                           | Online Film Critics Society Awards                   | Millor pel·lícula estrangera          | The Salesman                   | Nominat                        | [ 22 ]                         |
| 2017                           | Satellite Awards                                     | Millor pel·lícula estrangera          | The Salesman                   | Guanyador                      | [ 23 ]                         |